# Kajuský průsmyk

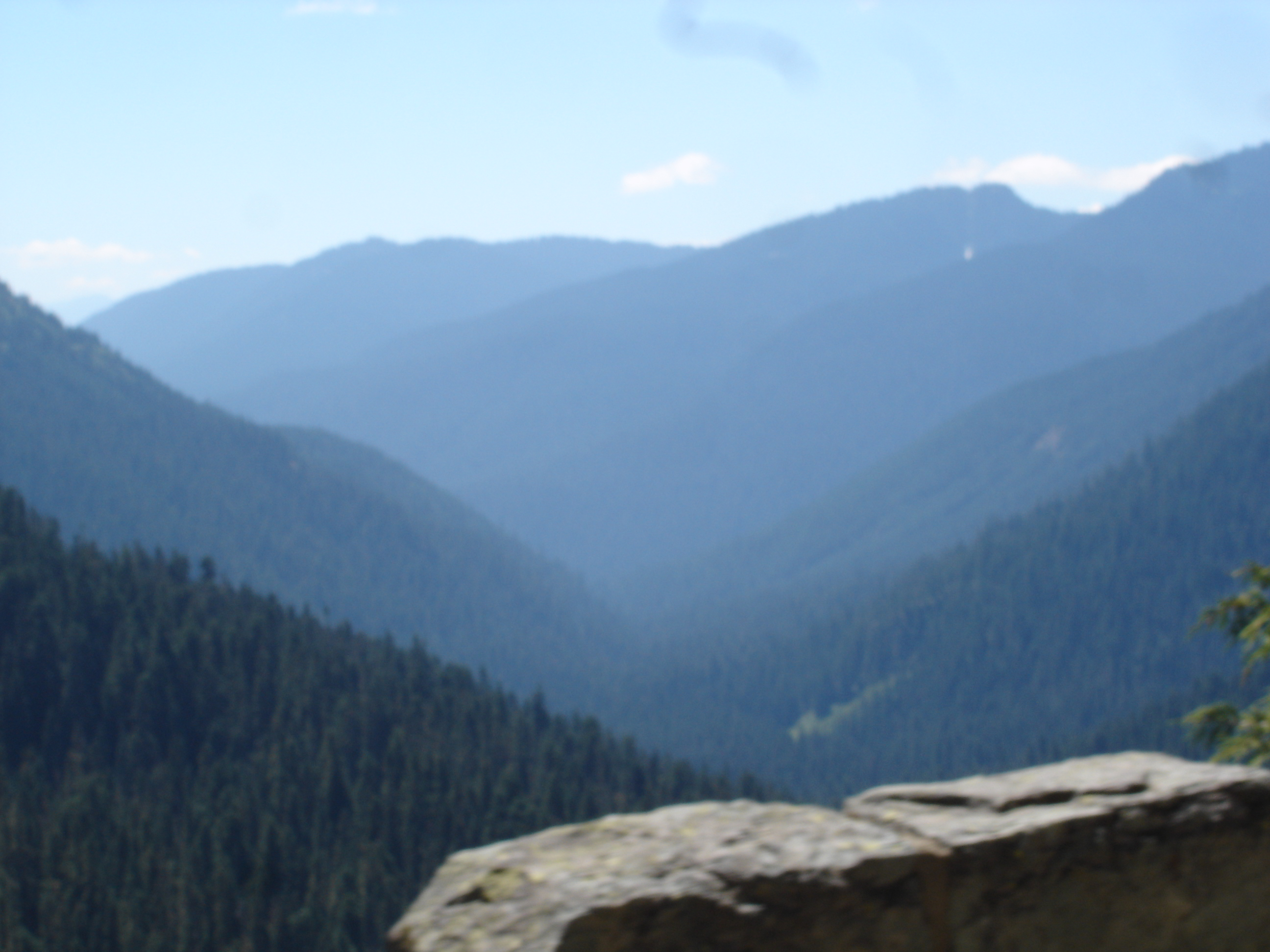
Pohled na průsmyk.

Kajuský průsmyk je horský průsmyk v nadmořské výšce 1 425 metrů v Kaskádovém pohoří v americkém státě Washington. Nachází se zhruba 50 kilometrů východně od města Enumclaw a obsahuje křižovatku mezi státními silnicemi Washington State Route 410 a Washington State Route 123.
Průsmyk poskytuje státní silnici 410 spojení mezi městy Enumclaw a Naches, ale kvůli své vysoké nadmořské výšce je obvykle od listopadu do května zavřen, jelikož zde hrozí hustý sníh a laviny. I po svém otevření má normálně na vrcholu až 4 metry sněhu.
Pro svou malebnost byla tudy vedoucí silnice programem All-American Road vyhlášena Chinoockou malebnou cestou.